# Gran Premi del Midi Libre
El Gran Premi del Midi libre (Grand prix du Midi libre en francès) va ser una cursa ciclista per etapes francesa que es va disputar entre el 1949 i el 2002. La manca de mitjans econòmics en comportà la seva desaparició el 2003 i tot i un intent de rehabilitar-lo el 2004, sota el nom de Tour del Llenguadoc-Rosselló, la cursa no fructificà.
Aquesta prova es disputava abans del Critèrium del Dauphiné libéré, com a preparació del Tour de França. El Midi Libre era una cursa de mitja muntanya que permetia als ciclistes agafar la forma de cara a preparar el Tour.
El primer vencedor fou el francès Henri Massal. Grans ciclistes n'han estat vencedors: Raphaël Géminiani, Luis Ocaña, Eddy Merckx, Raymond Poulidor, Jean-René Bernaudeau, Miguel Indurain, Laurent Jalabert o Lance Armstrong.

## Palmarès
| Any                          | Guanyador                | Segon                     | Tercer                    |
| ---------------------------- | ------------------------ | ------------------------- | ------------------------- |
| Gran Premi del Midi Libre    |                          |                           |                           |
| 1949                         | Henri Massal             | Marius Bonnet             | Raphaël Geminiani         |
| 1950                         | Antonin Rolland          | Raphaël Geminiani         | Pierre Fautrier           |
| 1951                         | Raphaël Geminiani        | Roger Buchonnet           | Antoni Gelabert           |
| 1952                         | Siro Bianchi             | Louison Bobet             | Marius Bonnet             |
| 1953                         | Pierre Nardi             | Paul Matteoli             | Adolphe Deledda           |
| 1954                         | Jesús Martínez           | Siro Bianchi              | Georges Meunier           |
| 1955                         | Miquel Poblet            | Lucien Demunster          | Albert de Bruyne          |
| 1956                         | Antonin Rolland          | René Privat               | Ugo Anzile                |
| 1957                         | Jean-Pierre Schmitz      | Frans Schoubben           | Valentin Huot             |
| 1958                         | Francis Pipelin          | Joseph Morvan             | François Mahé             |
| 1959                         | Jean Brankart            | François Mahé             | Raymond Mastrotto         |
| 1960                         | Valentin Huot            | Marcel Queheille          | Raymond Mastrotto         |
| 1961                         | Joseph Groussard         | Jean-Claude Annaert       | Raymond Poulidor          |
| 1962                         | Mies Stolker             | Edouard Delberghe         | Raymond Mastrotto         |
| 1963                         | Fernando Manzaneque      | Jan Janssen               | Edouard Delberghe         |
| 1964                         | André Foucher            | Raymond Mastrotto         | Victor van Schil          |
| 1965                         | André Foucher            | Jean Stablinski           | Tom Simpson               |
| 1966                         | Jean-Claude Theilliere   | Raymond Delisle           | Julien Delocht            |
| 1967                         | Michel Grain             | Roger Pingeon             | Raymond Poulidor          |
| 1968                         | no disputat              | no disputat               | no disputat               |
| 1969                         | Luis Ocaña               | Ferdinand Bracke          | Remi van Vreckom          |
| 1970                         | Walter Ricci             | José Gómez Lucas          | Charly Grosskost          |
| 1971                         | Eddy Merckx              | Joop Zoetemelk            | André Dierickx            |
| 1972                         | Cyrille Guimard          | Joop Zoetemelk            | Yves Hezard               |
| 1973                         | Raymond Poulidor         | Joop Zoetemelk            | Mariano Martínez          |
| 1974                         | Jean-Pierre Danguillaume | Barry Hoban               | Frans Verbeeck            |
| 1975                         | Francesco Moser          | Joop Zoetemelk            | Christian Seznec          |
| 1976                         | Alain Meslet             | Lucien van Impe           | Bernard Hinault           |
| 1977                         | Wladimiro Panizza        | Bernard Thevenet          | Joop Zoetemelk            |
| 1978                         | Claudio Bortolotto       | Gilbert Le Lay            | Ludo Loos                 |
| 1979                         | Giuseppe Saronni         | Joaquim Agostinho         | Pierre-Raymond Villemiane |
| 1980                         | Jean-René Bernaudeau     | Joaquim Agostinho         | Johan van der Velde       |
| 1981                         | Jean-René Bernaudeau     | Christian Levavasseur     | Ludo Peeters              |
| 1982                         | Jean-René Bernaudeau     | Francesco Moser           | Kim Andersen              |
| 1983                         | Jean-René Bernaudeau     | Joop Zoetemelk            | Patrick Bonnet            |
| 1984                         | Dominique Gard           | Marc Durant               | Alain Vigneron            |
| 1985                         | Silvano Contini          | Eric Caritoux             | François Lemarchand       |
| 1986                         | Claude Criquielion       | Jean-René Bernaudeau      | Pello Ruiz-Cabestany      |
| 1987                         | Patrice Esnault          | Julián Gorospe            | Marc Madiot               |
| 1988                         | Claude Criquielion       | Eric Boyer                | Jos Haex                  |
| 1989                         | Jerome Simon             | Gérard Rué                | Jean-Claude Colotti       |
| 1990                         | Gérard Rué               | Dominique Arnaud          | Jean-Claude Colotti       |
| 1991                         | Gilbert Duclos-Lassalle  | Martial Gayant            | Frank van den Abeele      |
| 1992                         | Luc Leblanc              | Jan Svorada               | Viatxeslav Iekímov        |
| 1993                         | Maurizio Fondriest       | Dominique Arnaud          | Roberto Pelliconi         |
| 1994                         | Jan Svorada              | Pàvel Tonkov              | Roberto Conti             |
| 1995                         | Miguel Induráin          | Richard Virenque          | Thierry Laurent           |
| 1996                         | Laurent Jalabert         | Laurent Brochard          | Richard Virenque          |
| 1997                         | Alberto Elli             | Georg Totschnig           | Bart Voskamp              |
| 1998                         | Laurent Dufaux           | Christophe Rinero         | Laurent Brochard          |
| 1999                         | Benoît Salmon            | Aleksandr Vinokúrov       | Alberto Martínez          |
| 2000                         | Didier Rous              | Georg Totschnig           | Tadej Valjavec            |
| 2001                         | Iban Mayo                | Benoit Salmon             | Christophe Moreau         |
| 2002                         | Lance Armstrong          | Igor González de Galdeano | José Azevedo              |
| 2003                         | no disputat              | no disputat               | no disputat               |
| Tour del Llenguadoc-Rosselló |                          |                           |                           |
| 2004                         | Christophe Moreau        | Viatxeslav Iekímov        | Iker Flores               |